# Église Saint-Martin-d'Anglars de Saint-Maurin
Pour les articles homonymes, voir Église Saint-Martin.
L'église Saint-Martin-d'Anglars est une église catholique située à Saint-Maurin, en France.

## Localisation
L'église paroissiale Saint-Martin-d'Anglars est située Grande rue, à Saint-Maurin, dans le département français de Lot-et-Garonne.

## Historique
La première église paroissiale a été pillée en 1346 par les troupes anglaises du comte de Derby, puis incendiée et détruite en 1356 par celles du Prince noir.

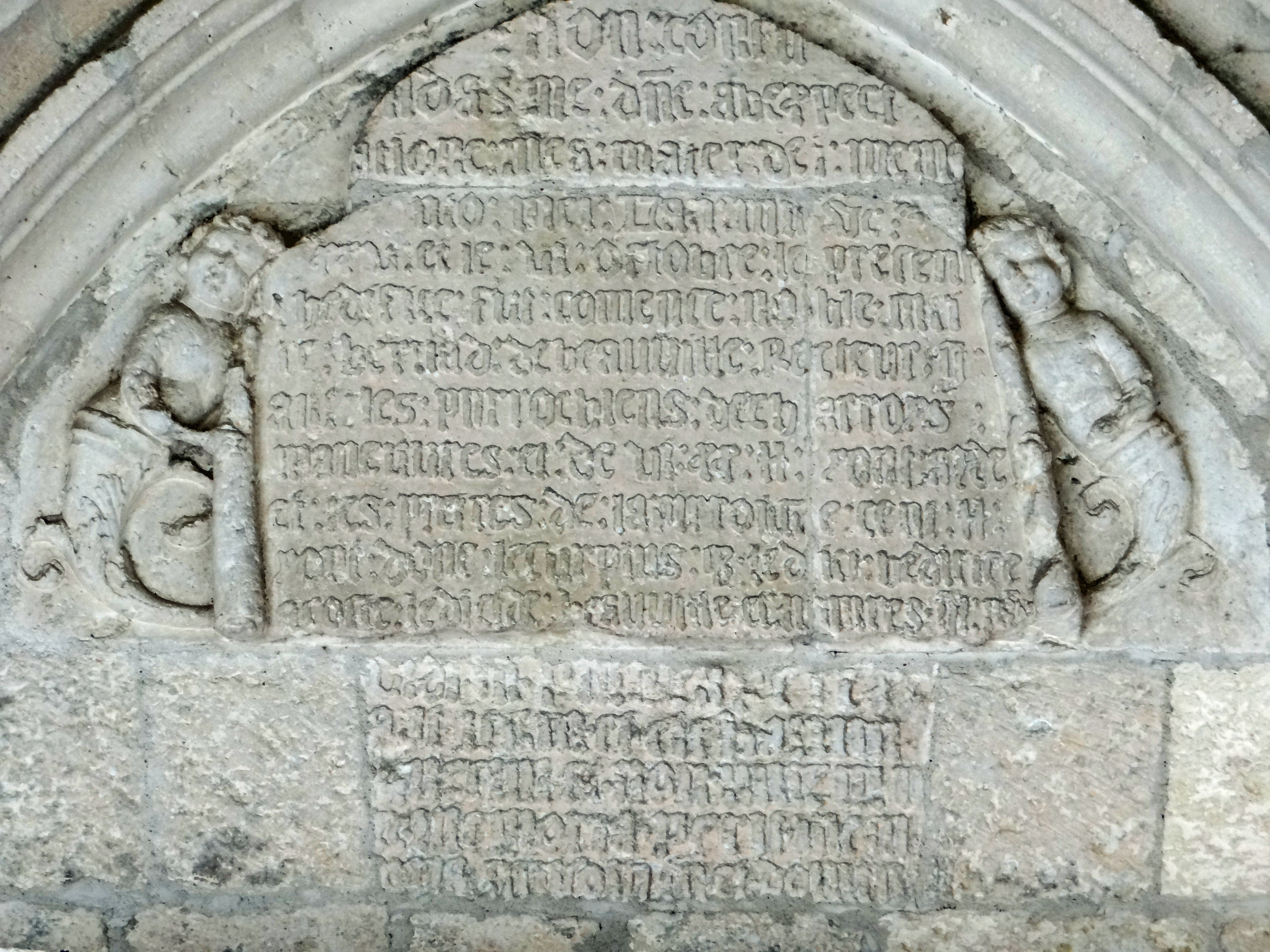
Plaque commémorative du tympan du portail

Elle est reconstruite en 1525 comme l'indique la plaque commémorative placée au tympan du portail.
L'église est incendiée par les protestants en 1561. La restauration de l'église n'est pas immédiate. La messe est alors dite dans la salle capitulaire de l'abbaye.
En 1603 la toiture n'est toujours pas refaite. Ce n'est qu'en 1681 que la toiture de l'église est terminée. Elle n'a alors ni voûte, ni lambris.
L'église est pillée pendant la Révolution. Les services de la messe sont alors faits dans l'église abbatiale en 1791.
La restauration de l'église a été très lente. Les voûtes du transept, ainsi que celles du chœur à liernes et tiercerons, datent des années 1860-1862. Les vitraux de Joseph Villiet datent de 1866.
Classée en 1930, la restauration de l'église n'est terminée qu'en 1932.
L'édifice est inscrit au titre des monuments historiques le 11 février 1930.

## Vitraux
Les vitraux de l'église ont été réalisés en 1866 par Joseph Villiet.

## Mobilier
Le tableau du maître-autel Adoration des Mages a été classé en 1906 au titre objet des monuments historiques.